# Myles McKeon
Myles McKeon (* 3. April 1919 in Drummin, County Mayo, Irland; † 2. Mai 2016) war Bischof von Bunbury in Australien.

## Leben
Myles McKeon besuchte das St Jarlath’s College in Tuam. Er studierte am University College Dublin und an einem College der Vinzentiner in Dublin. Am 22. Juni 1947 wurde er vom Bischof von Salford, Vincent Henry Marshall, zum Priester des Erzbistums Perth geweiht. Später war er dort Pfarrer.
Am 23. Mai 1962 wurde er von Papst Johannes XXIII. zum Weihbischof in Perth sowie zum Titularbischof von Antipyrgos ernannt. Der Bischof von Bunbury, Lancelot John Goody, spendete ihm am 12. September des folgenden Jahres die Bischofsweihe; Mitkonsekratoren waren John Jobst SAC, Apostolischer Vikar von Kimberley, und Francis Xavier Thomas, Bischof von Geraldton. McKeon nahm an der ersten, dritten und vierten Sitzungsperiode des Zweiten Vatikanischen Konzils als Konzilsvater teil. Am 6. März 1969 ernannte ihn Papst Paul VI. zum Bischof von Bunbury.
Am 18. Februar 1982 nahm Papst Johannes Paul II. seinen vorzeitigen Rücktritt an.